# Waldhausen (Dolní Rakousy)
Waldhausen je městys v Rakousku ve spolkové zemi Dolní Rakousy v okrese Zwettl. Žije v něm přibližně 1 200 obyvatel (podle sčítání z roku 2016).

## Poloha
Waldhausen se nachází v západní části spolkové země Dolní Rakousy v regionu Waldviertel. Leží 11 km jihovýchodně od Zwettlu. Rozloha městysu činí 39,74 km², z nichž 42,9 % je zalesněných.

### Členění
Území městyse Waldhausen se skládá z dvanácti částí (v závorce uveden počet obyvatel k 1. lednu 2015):
- Brand (192)
- Gutenbrunn (51)
- Hirschenschlag (53)
- Königsbach (98)
- Loschberg (69)
- Niedernondorf (147)
- Niederwaltenreith (41)
- Obernondorf (122)
- Rappoltschlag (106)
- Waldhausen (222)
- Werschenschlag (82)
- Wiesenreith (69)

## Historie
Ve středověku této oblasti dominoval hrad Lozburg, jehož ruiny je možno spatřit z hory Loschberg. 21. ledna 2006 byla v lese u části Brand nalezena odcizená Celliniho slánka z uměleckohistorického muzea ve Vídni. V městysi se narodil Konrád Waldhauser, významný český kazatel, spisovatel a reformátor církve.

## Galerie

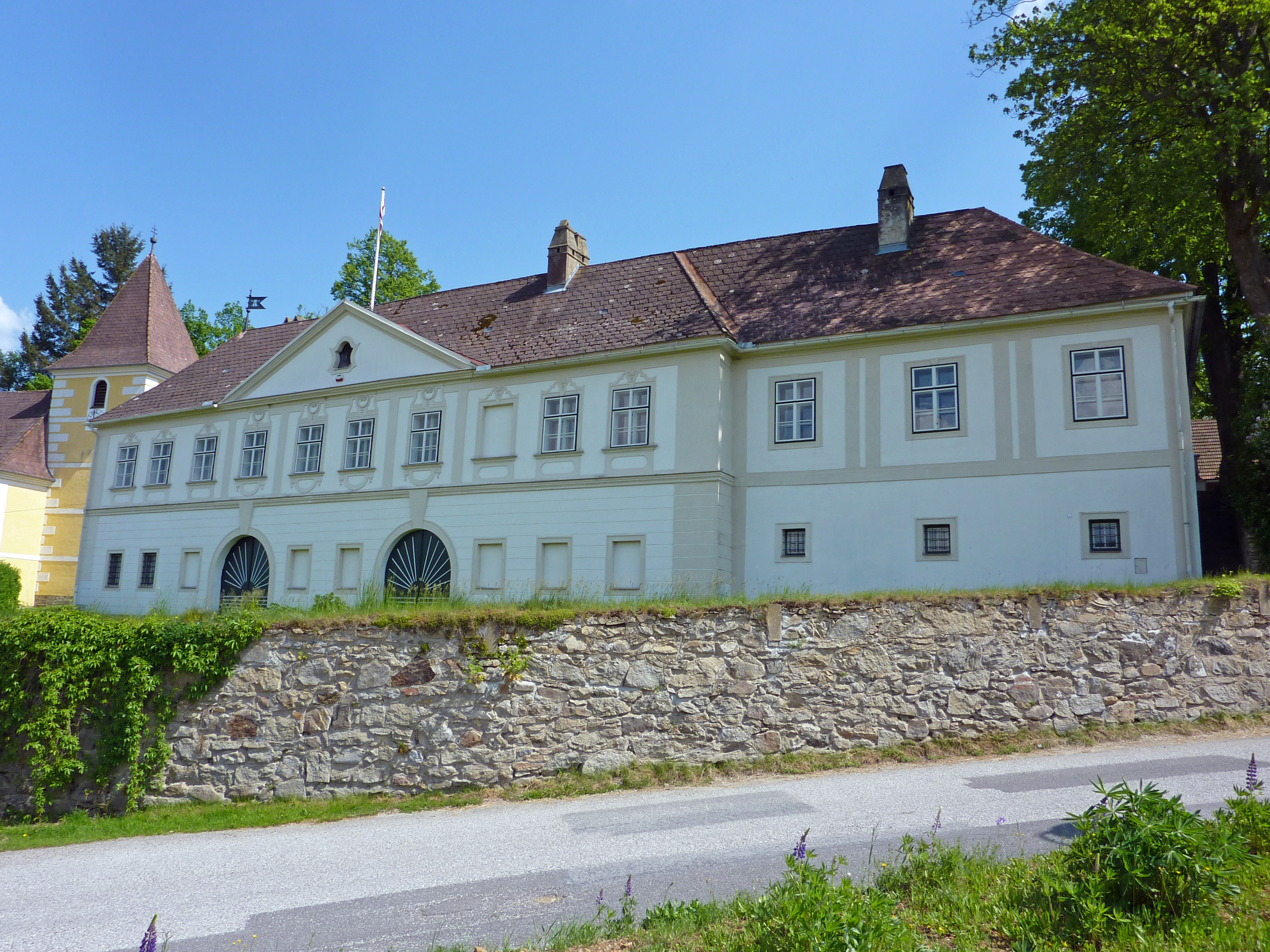
Zámek v Niedernondorfu
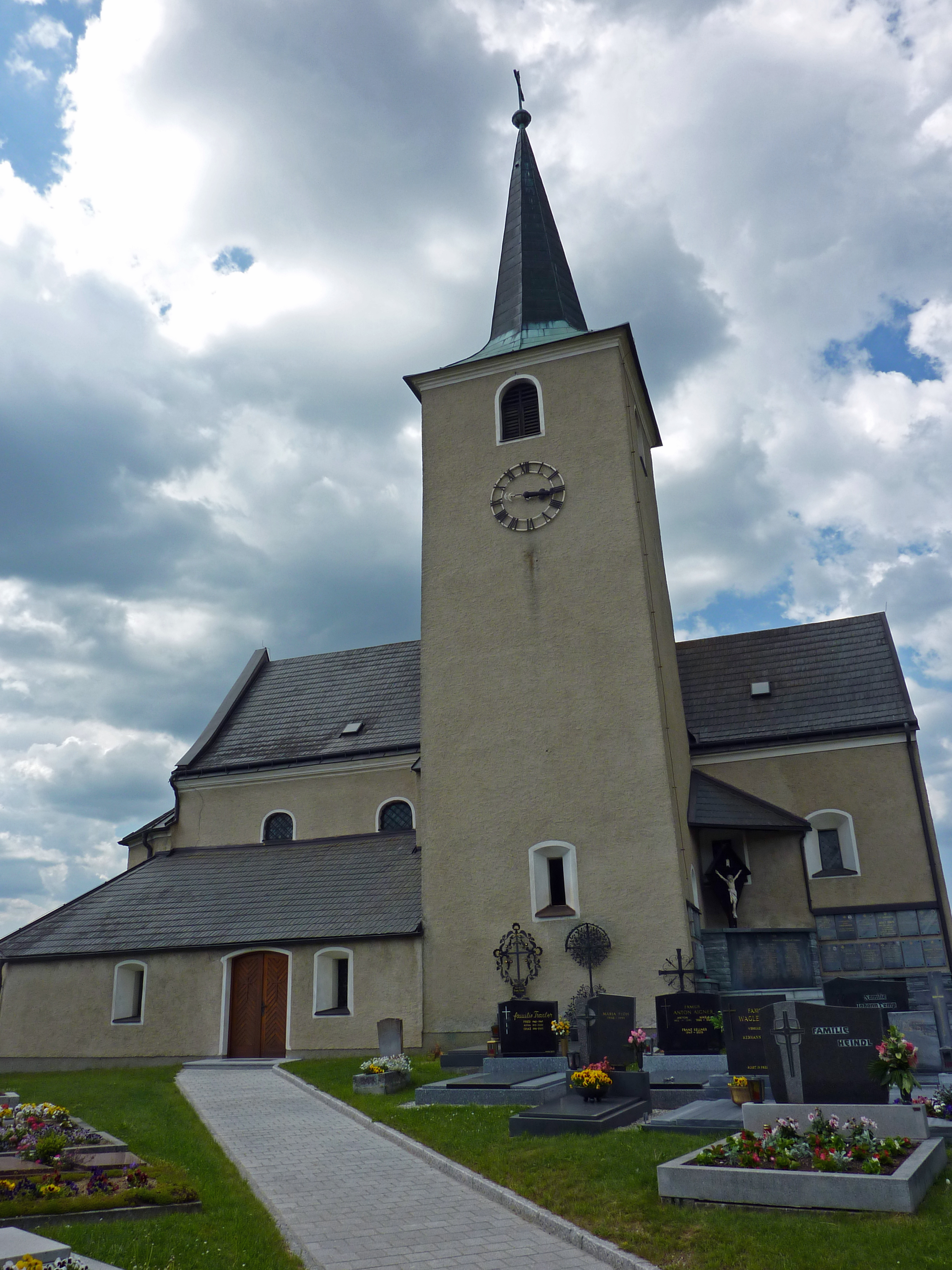
Kostel v Brandu
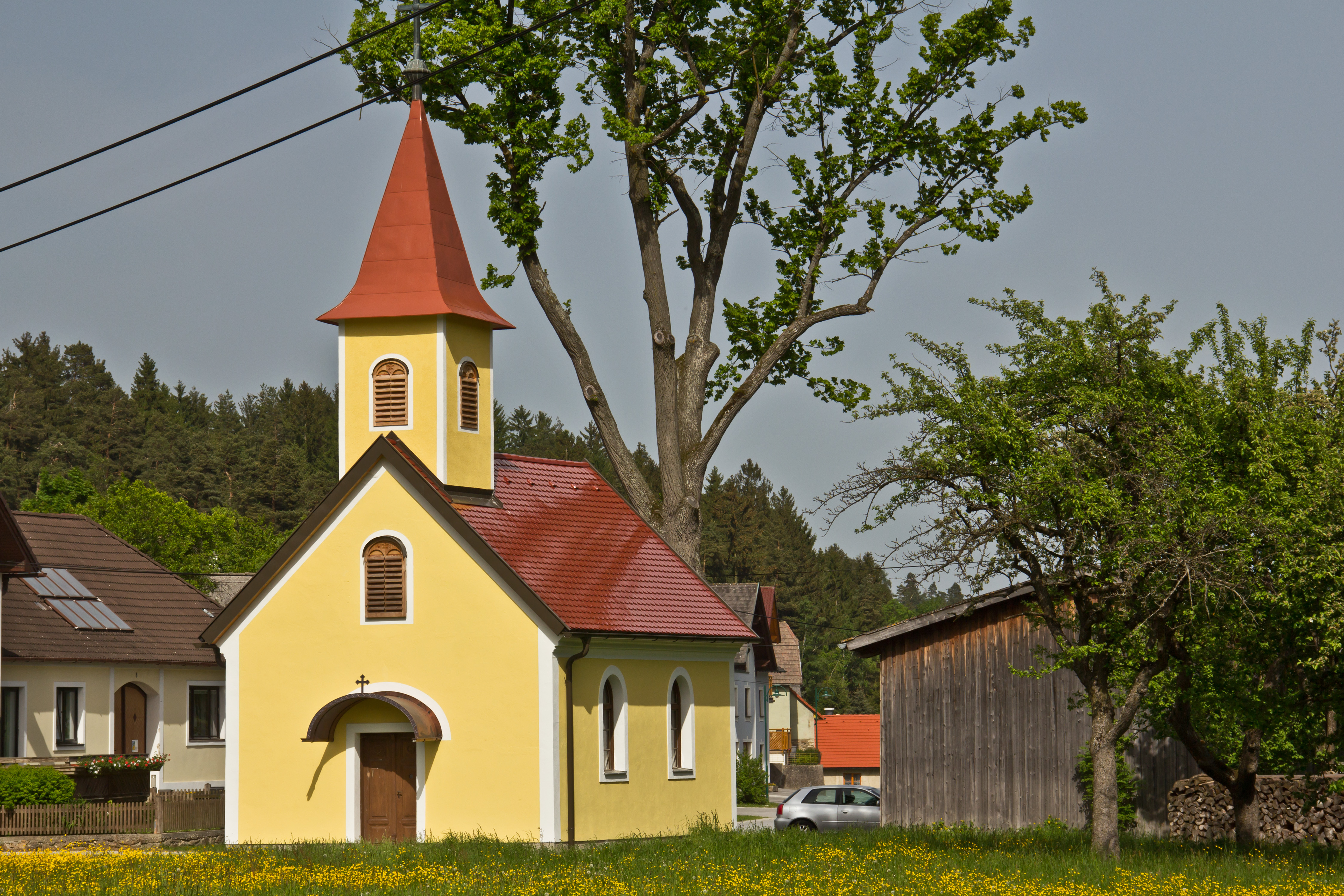
Kaple v Niederwaltenreithu
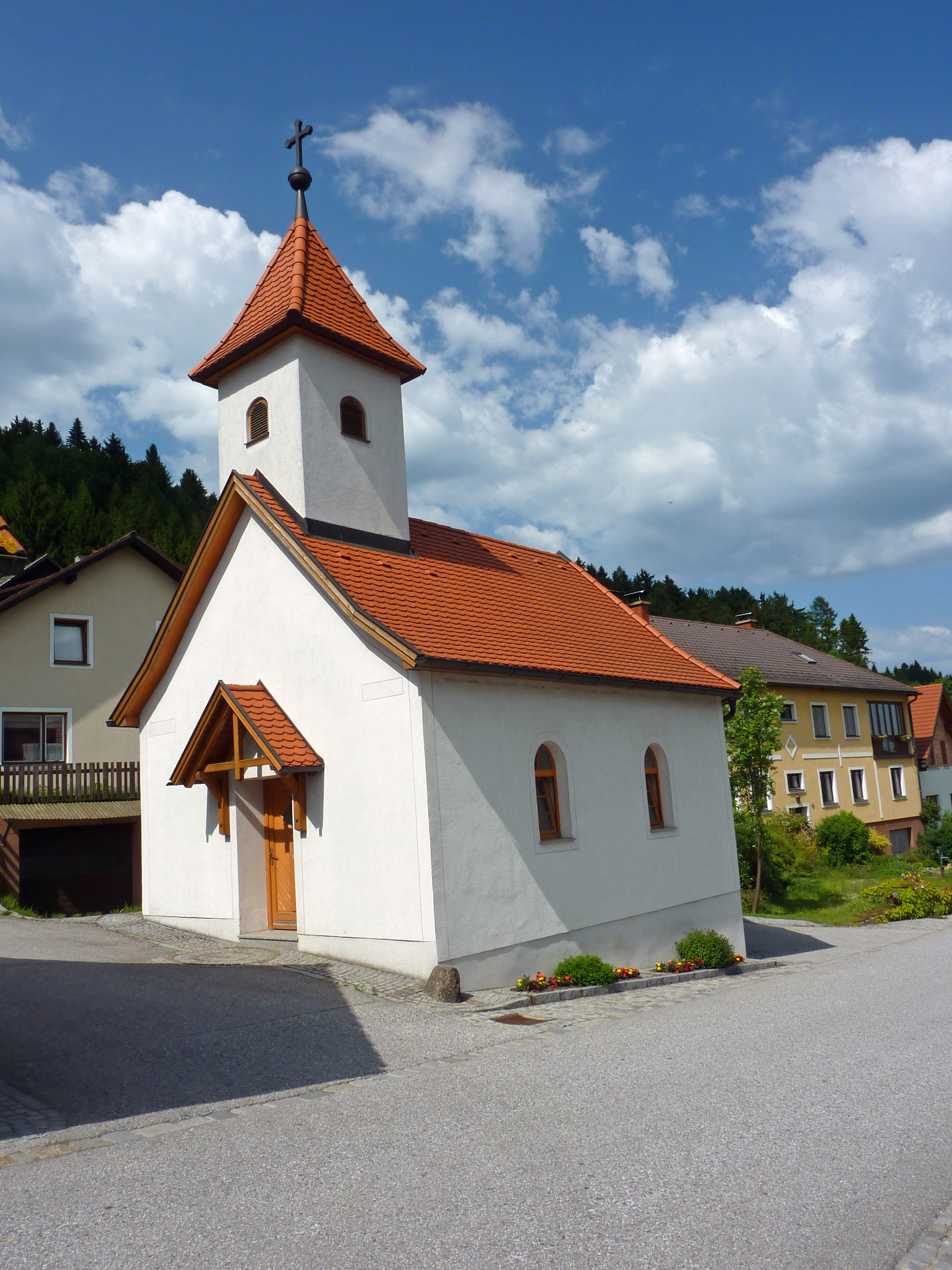
Kaple v Loschbergu